# 塩谷山地
塩谷山地（しおやさんち）は栃木県北部にあり、高原山の南側を流れる荒川の支流東荒川と鬼怒川にはさまれた山地。麓部は350m程度、山塊の標高は700m程度。大佐飛山地などと共に下野山地を形成する山塊の一つである。

## 所属する山
- 鶏岳